# فرات ميسان
وهمان أردشير أو بهمن أردشير او فرات ميسان، والمعروفة أيضًا باسم فرات ميشان (وتُكتب أيضًا مايشان وميسان وميشون ومايشان)، كانت منطقة فرعية و مدينة قديمة في مقاطعة ميشان الساسانية، والتي تقع في جنوب العراق حاليًا.

## تاريخ
وفقًا للمؤرخين الفارسيين حمزة الأصفهاني وابن الفقيه، فقد تم بناء (أو إعادة بناء) فاهمان أردشير من قبل أول ملك للإمبراطورية الساسانية، أردشير الأول (حكم 224-242)، في حين أن بعض المصادر الأخرى مثل الطبري، تعطي الملك الإيراني الأسطوري كاي بهمن الفضل في تأسيس المدينة. لكن ذكر هذه المدينة ظهر أول مرة في سنة 544م، عندما تم تعيين الأسقف النسطوري من فاهمان-أردشير مطراناً لميشان. وفقًا لابن خردادبة، فإن فاهمان-أردشير، إلى جانب ميشان (منطقة فرعية سميت على اسم المقاطعة)، ودستمشان، وآباركافاد، شكلت أربع مناطق فرعية لمنطقة تسمى شاد بهمن (تهجأ أيضًا فاهمان)، والتي تُعرف أيضًا باسم "منطقة دجلة". ومن المعروف أن مصب النهر المسمى بـ "بهمنشير " مشتق من اسم "فاهمان أردشير".
في عام 635، أثناء الفتح الإسلامي لبلاد فارس، تم الاستيلاء على وهمان أردشير من قبل الضابط العسكري العربي عتبة بن غزوان. وفي وقت لاحق، شاركت المدينة في ثورات الزنج في 689-690، و695، وخلال ذروة قوة الزنج، المعروفة باسم ثورة الزنج، والتي استمرت من 869 إلى 883. خلال القرن الثالث عشر، تم تدمير فاهمان أردشير.